# Grands cèdres du Liban
Les Grands cèdres du Liban d’Amérique du nord (Tall Cedars of Lebanon of North America) est le nom d'un organisme maçonnique américain ouvert aux maitres francs-maçons des obédiences régulières aux États-Unis. Ses membres se distinguent par les chapeaux pyramidaux qu'ils portent lors de leurs réunions. Le nom est dérivé des cèdres du Liban qui selon la légende d'Hiram aurait été utilisés par  le roi Salomon  pour la construction du Temple.

## Historique
L'organisme des « Grands cèdres du Liban des États-Unis » est fondé en 1902 à Trenton, dans le New Jersey. L'organisation a adopté ce nom officiel en 1972.

## Activités charitables
La fondation Tall Cedar existe comme un organisme de charité et soutient la recherche sur la  dystrophie musculaire et d'autres maladies neuromusculaires. En 1951, elle devient la première organisation à se joindre en permanence à lutte contre cette maladie. Les membres de l’organisation fournissent souvent des locaux et des volontaires pour les centres d'appel pour le téléthon annuel de Jerry Lewis .